# Anthophylax attenuatus
Anthophylax attenuatus là một loài bọ cánh cứng thuộc phân họ Lepturinae, trong họ Cerambycidae. Loài này phân bố ở Canada, và Hoa Kỳ. Thức ăn của bọ cánh cứngtrưởng thành là sugar cây thích, American beech, và on hophornbeam.